# Lantern
Lantern (englisch für „Laterne“) ist eine finnische Black- und Death-Metal-Band aus Kuopio, die 2007 gegründet wurde.

## Geschichte
Nachdem sich die Besetzung der Band Cacodaemon stark verändert hatte, entschied sich der Gitarrist, Bassist und Schlagzeuger Cruciatus im Sommer 2007 Cacodaemon aufzulösen und mit Lantern neu anzufangen. Zu ihm kam der Sänger Necrophilos, woraufhin als Duo das Demo Virgin Taste of Damnation aufgenommen und 2008 veröffentlicht wurde. Im Anschluss nahm die Gruppe mit dem Song Cauldron of Souls an dem 2009er Sampler Metal on Metal III: Third Warning of the Storms teil. Mitte 2009 nahm die Band fünf weitere Lieder auf, die das 2010er Demo Doom-Scrawled bildeten. Das Demo wurde 2011 bei dem neuseeländischen Label Internecion Productions als EP Subterranean Effulgence wiederveröffentlicht. Ein Lied (Those Long Perished) des ersten Demos war 2010 auf dem Sampler The Sounds of Hell des Magazins Hard Rocker enthalten. 2011 spielte die Gruppe ihren ersten Auftritt in Turku sowie Anfang 2012 einen weiteren in Kuopio. Als Live-Musiker halfen dabei der Gitarrist Niko aka St. Belial, der Bassist Juha Vainikainen aka J. Noisehunter und der Schlagzeuger J. Poussu aus. In der Zwischenzeit arbeitete die Band über einen Zeitraum von sieben Monaten an ihrem Debütalbum, das 2013 bei Dark Descent Records unter dem Namen Below erschien. Ende 2014 nahm die Gruppe eine neue Single auf, die statt einer nicht erschienenen Split-Veröffentlichung mit Anhedonist, die sich auf gelöst hatte, veröffentlicht werden sollte. Jedoch wurde auch die Single nicht veröffentlicht. Stattdessen erschien 2016 das Demo Rehearsal '14 über Behest Records, dem sich im März 2017 das Album II: Morphosis über Dark Descent Records anschloss.

## Stil
The Sludgelord von thesludgelord.blogspot.de ordnete die Band in seiner Rezension zu Below dem Black- und Death-Metal zu, wobei die Musik düster und brutal klinge. Gelegentlich arbeite die Gruppe auch Elemente aus dem Doom Metal mit ein. Der Gesang bestehe aus Kreischen und Shouts, wobei der Text gut verständlich bleibe. Spyros Stasis von metal-temple.com schrieb in seiner Rezension, dass auf dem Album Old-School-Death-Metal zu hören ist, der durch Black Metal angereichert worden sei. Dabei vermische die Band Einflüsse von verschiedenen Bands wie den paranoiden Klang von Demilich, den Groove von Demigod, die Aggressivität von Abhorrence und die frühen Death- und Thrash-Metal-Hybride von Necropsy. Zudem verarbeite man den Proto-Death-Metal von Possessed und die ersten beiden Slayer-Alben, etwas Entombeds Debütalbum sowie US-amerikanischen Death Metal von Autopsy und frühen Morbid Angel. Gretha Breuer vom Rock Hard überraschte der Vergleich mit Demilich. Im Interview mit ihr gab Crucicatus an, dass Antti Boman ein Freund ist und dass Demilich wie auch Lantern „einen Bogen um das Traditionelle und Konventionelle machen“. Cruciatus sei in seiner Jugend durch Beherit und Impaled Nazarene beeinflusst worden. In den Songs sei eine gewisse Melancholie wichtig, die in der finnische Musik fast immer präsent sei. Eine Ausgabe zuvor hatte Breuer II: Morphosis rezensiert. Hierauf sei Death Metal enthalten, der eine „Mischung aus glockehellen Gitarrenmelodien, Finster-Riffs, Growls mit finnischem Akzent und viel Hall“ sei. Die „Stakkato-Growls“ lägen häufig knapp neben dem Takt. Durch „langgezogene Traummelodien“ und „Aggro-Growls“ erhalte die Musik noch mehr Raum.

## Diskografie
- 2008: Virgin Taste of Damnation (Demo, Eigenveröffentlichung)
- 2010: Doom-Scrawled (Demo, Eigenveröffentlichung)
- 2011: Subterranean Effulgence (EP, Internecion Productions)
- 2013: Below (Album, Dark Descent Records)
- 2016: Rehearsal '14 (Demo, Behest Records)
- 2017: II: Morphosis (Album, Dark Descent Records)